# George Mallet
Sir William George Mallet (Panama, 24 luglio 1923 – Castries, 20 ottobre 2010) è stato un politico santaluciano, governatore generale di Saint Lucia dal 1 giugno 1996 al 17 settembre 1997.